# Lausanne Billard Masters 2013
Das Lausanne Billard Masters 2013 war ein Billardturnier in der Disziplin Dreiband. Es fand zum ersten Mal statt und wurde vom 15. bis zum 17. März 2013 in Lausanne, Schweiz ausgetragen.

## Beschreibung

### Allgemeines
Es handelt sich um ein Einladungsturnier, das 2011 durch den Karambolage-Weltverband UMB genehmigt wurde. Eingeladen wurden die vier Erstplatzierten der Weltrangliste, zwei Spieler aus den Top 12 und zwei Schweizer Spieler. Ähnlich wie beim AGIPI Billard Masters gibt es kein festes Preisgeld, sondern Basisgelder, die durch diverse Boni erhöht werden können. Gespielt wurde auf 40 Points, in der Gruppenphase mit Nachstoß, in der Finalrunde ohne Nachstoß. Der Ausrichter hatte die Übertragungsrechte für die Spiele am Sonntag (Finale und Spiel um Platz 3) erworben und ließ kostenfrei bei dem Internet-TV-Sender Kozoom live übertragen.

### Kommentar
Der belgische Weltranglistenzweite Frédéric Caudron hatte mit seinem schweizerischen Gegner Michel Boulaz keine größeren Schwierigkeiten. Er gewann das Spiel mit 40:18 in 24 Aufnahmen. Der Italiener Marco Zanetti konnte sich gegen den auf Rang 3 stehenden Franzosen Jérémy Bury in 30 Aufnahmen mit 40:35 durchsetzen. In der Gruppe B ging Dick Jaspers aus den Niederlanden gegen den Essener Martin Horn zügig in Führung. Zur Pause lag er 20:8 vorne. Nach der Pause holte Horn dann auf und kam bis auf 2 Punkte heran, während Jaspers nun fast kein Stoß gelingen wollte. Er konnte sich jedoch wieder fangen und zog in der 18. Aufnahme mit 38:25 davon. In der folgenden Aufnahme gelang ihm zwar kein Punkt, in der 20. erzielte er aber die fehlenden beiden Punkte und sicherte sich als Erster einen Bonus für das „Best Game“. Im Nachstoß konnte Horn nur 3 der erforderlichen 15 Punkte zum Remis erzielen. Der Weltranglistenerste Torbjörn Blomdahl aus Schweden hatte wie Caudron keine größeren Probleme mit dem Schweizer René Hendriksen und gewann in 24 Aufnahmen mit 40:22. Im zweiten Gruppenspiel, gegen Zanetti, schoss Caudron regelrecht nach vorne. Er spielte in der ersten Aufnahme eine Serie von 8, Zanetti 0, in der zweiten dann eine 12er-Serie, sodass es eigentlich zur Halbzeitpause gekommen wäre. Der Schiedsrichter fragte nach, ob die Spieler nach 1,5 Aufnahmen die Pause wirklich nehmen wollten. Beide verneinten und Zanetti kam in seiner 2. Aufnahme mit 3 Punkten endlich ins Spiel. Zwei Aufnahmen später lag Caudron schon mit 24:5 vorne. In Aufnahme Nummer 7 schob Caudron eine 6er-Serie nach, sodass er zwischenzeitlich mit 30:7 führte. Zanetti legte 5 nach und verkürzte auf 30:12. Caudron nahm seine Pause und ließ die Bälle reinigen. Am Nachbartisch ließen es Boulaz und Bury langsamer angehen: Dort stand es zeitgleich 13:15 in 14 Aufnahmen. Nach der Pause spielte Caudron noch 7 Aufnahmen mit 3, 0, 1, 0, 5, 0 Punkten, ehe er in der 14. Aufnahme Matchball hatte. Zanetti gelangen im Nachstoß noch 6 Punkte zum Endstand von 40:30. Caudron kassierte damit als zweiter Spieler einen „Best Game“-Bonus.
Die Halbfinalbegegnungen hießen nun Caudron/Jaspers und Blomdahl/Zanetti. Während sich der Belgier gegen seinen niederländischen Dauerrivalen mit 40:28 in 25 Aufnahmen ins Finale spielte, musste sich der schwedische Weltranglistenerste Blomdahl dem Italian Gentleman mit 32:40 in 15 Aufnahmen geschlagen geben. Zanetti spielte die Höchstserie des Turniers mit 15 Punkten und das zweitbeste Spiel (Best Game) des Turniers.
Nachdem der Italiener die erste Begegnung in der Gruppenphase verloren hatte, stand er im Finale erneut Frédéric Caudron gegenüber. Zanetti konnte sich nun für diese Niederlage revanchieren. Von Anfang an dominierte er das Spiel gegen die Nummer 2 der Weltrangliste. In der 15. Aufnahme gelang ihm eine 12er-Serie, danach 5 und in der letzten Aufnahme der fehlende Punkt zum Matchgewinn mit einem Fuchs zum 40:33-Endstand.

## Spieler
Zum Zeitpunkt der Bekanntgabe im Sommer 2011 wurden die vier höchstplatzierten Spieler der Weltrangliste eingeladen. Marco Zanetti und Martin Horn wurden zusätzlich nominiert. Überraschenderweise wurde die damalige Nummer 5, Daniel Sánchez, nicht eingeladen.
Plätze 1–4
1. Dick Jaspers
2. Frédéric Caudron
3. Torbjörn Blomdahl
4. Jérémy Bury

zusätzliche Nominierungen
- Marco Zanetti
- Martin Horn

Schweizer Teilnehmer
- Michel Boulaz
- René Hendriksen

## Preisgeld
Im Gegensatz zu den meisten anderen Karambolageturnieren wurde hier die Gewinnsumme der einzelnen Spieler nach einem sogenannten Bonussystem ausgezahlt. Neben der festen Summe für die entsprechende Platzierung konnte ein Spieler noch diverse Boni erhalten. Folgende Liste zeigt den aktuellen Bonusschlüssel:
| Platz CHF          | Preisgeld  |
| ------------------ | ---------- |
| Finalrunde         |            |
| Sieger             | 2.000      |
| Finalist           | 1.500      |
| 3. Platz           | 1.000      |
| 4. Platz           | 800        |
| 5. Platz           | 600        |
| 6. Platz           | 400        |
| 7. Platz           | 300        |
| 8. Platz           | 200        |
| Sonderzahlungen    |            |
| Gewonnen           | 400        |
| Unentschieden      | 200        |
| Antrittsgeld*1     | 2.000      |
| Boni               |            |
| Höchstserie (HS)   |            |
| HS = 10–14         | 200        |
| HS = 15–19         | 400        |
| HS = 20 ≥          | 800        |
| Best Game (BG)     |            |
| BG 20 ≤ Aufn.      | 500        |
| Summe (ausgezahlt) | 30.000 CHF |

Anmerkungen:
- *1 Gilt nicht für Schweizer Teilnehmer

## Gruppenphase
Zeitplan:

Freitag, 15. März 2013:
- Gruppe A, Spiel 1 & 2: 17:00 Uhr
- Gruppe B, Spiel 1 & 2: 19:15 Uhr
- Gruppe A, Spiel 3 & 4: 21:30 Uhr

Samstag, 16. März 2013:
- Gruppe B, Spiel 3 & 4: 10:30 Uhr
- Gruppe A, Spiel 5 & 6: 13:00 Uhr
- Gruppe B, Spiel 5 & 6: 15:30 Uhr

| Spiel            | Name             | Pkt. | Aufn. | ED    | HS | PP |
| ---------------- | ---------------- | ---- | ----- | ----- | -- | -- |
| 1                | Frédéric Caudron | 40   | 24    | 1,667 | 8  | 2  |
| 1                | Michel Boulaz    | 18   | 24    | 0,750 | 4  | 0  |
| 2                | Jérémy Bury      | 35   | 30    | 1,167 | 7  | 0  |
| 2                | Marco Zanetti    | 40   | 30    | 1,333 | 7  | 2  |
| 3                | Frédéric Caudron | 40   | 14    | 2,857 | 12 | 2  |
| 3                | Marco Zanetti    | 30   | 14    | 2,143 | 6  | 0  |
| 4                | Jérémy Bury      | 40   | 30    | 1,333 | 9  | 2  |
| 4                | Michel Boulaz    | 30   | 30    | 1,000 | 4  | 0  |
| 5                | Marco Zanetti    | 40   | 23    | 1,739 | 5  | 2  |
| 5                | Michel Boulaz    | 12   | 23    | 0,522 | 1  | 0  |
| 6                | Frédéric Caudron | 29   | 28    | 1,036 | 6  | 0  |
| 6                | Jérémy Bury      | 40   | 28    | 1,429 | 7  | 2  |
| Gruppenabschluss |                  |      |       |       |    |    |
| Platz            | Name             | Pkt. | Aufn. | GD    | HS | PP |
| 1                | Frédéric Caudron | 109  | 65    | 1,677 | 12 | 4  |
| 2                | Marco Zanetti    | 110  | 67    | 1,642 | 7  | 4  |
| 3                | Jérémy Bury      | 115  | 88    | 1,307 | 9  | 4  |
| 4                | Michel Boulaz    | 60   | 76    | 0,789 | 4  | 0  |
| Gesamt           | Gesamt           | 394  | 296   | 1,331 | 12 | –  |

| Spiel            | Name              | Pkt. | Aufn. | ED    | HS | PP |
| ---------------- | ----------------- | ---- | ----- | ----- | -- | -- |
| 1                | Torbjörn Blomdahl | 40   | 24    | 1,667 | 5  | 2  |
| 1                | René Hendriksen   | 22   | 24    | 0,916 | 6  | 0  |
| 2                | Dick Jaspers      | 40   | 20    | 2,000 | 7  | 2  |
| 2                | Martin Horn       | 28   | 20    | 1,400 | 8  | 0  |
| 3                | Torbjörn Blomdahl | 40   | 18    | 2,222 | 7  | 2  |
| 3                | Martin Horn       | 28   | 18    | 1,556 | 5  | 0  |
| 4                | Dick Jaspers      | 40   | 20    | 2,000 | 9  | 2  |
| 4                | René Hendriksen   | 16   | 20    | 0,800 | 3  | 0  |
| 5                | Martin Horn       | 40   | 29    | 1,379 | 7  | 2  |
| 5                | René Hendriksen   | 21   | 29    | 0,724 | 3  | 0  |
| 6                | Torbjörn Blomdahl | 40   | 22    | 1,818 | 7  | 2  |
| 6                | Dick Jaspers      | 25   | 22    | 1,136 | 3  | 0  |
| Gruppenabschluss |                   |      |       |       |    |    |
| Platz            | Name              | Pkt. | Aufn. | GD    | HS | PP |
| 1                | Torbjörn Blomdahl | 120  | 64    | 1,875 | 7  | 6  |
| 2                | Dick Jaspers      | 105  | 62    | 1,693 | 9  | 4  |
| 3                | Martin Horn       | 96   | 67    | 1,432 | 8  | 2  |
| 4                | René Hendriksen   | 59   | 73    | 0,808 | 6  | 0  |
| Gesamt           | Gesamt            | 380  | 266   | 1,428 | 9  | -  |

## Finalrunde

### Platz 1–2
|  | Halbfinale 40 Punkte       | Halbfinale 40 Punkte |                      |       | Finale 40 Punkte     | Finale 40 Punkte     |
|  |                            |                      |                      |       |                      |                      |
|  | Frédéric Caudron           | 40/25                |                      |       |                      |                      |
|  | Dick Jaspers               | 28/25                |                      |       |                      |                      |
|  | 16. März 2013, 21:30       |                      |                      |       |                      |                      |
|  |                            |                      | 17. März 2013, 14:30 |       |                      |                      |
|  | Frédéric Caudron           | 33/16                |                      |       |                      |                      |
|  |                            | Marco Zanetti        | 40/17                |       |                      |                      |
|  |                            |                      |                      |       |                      |                      |
|  | Spiel um Platz 3 40 Punkte |                      |                      |       |                      |                      |
|  | 16. März 2013, 21:30       | 16. März 2013, 21:30 | Dick Jaspers         | 21/16 |                      |                      |
|  | Torbjörn Blomdahl          | 32/15                | Torbjörn Blomdahl    | 40/17 |                      |                      |
|  | Marco Zanetti              | 40/15                |                      |       | 17. März 2013, 11:00 | 17. März 2013, 11:00 |

### Platz 3–8
Zeitplan:

Samstag, 16. März 2013
- Spiele 4 & 5: 19:00 Uhr

| Spiel                  | Name              | Pkt. | Aufn. | ED    | HS | MP |
| ---------------------- | ----------------- | ---- | ----- | ----- | -- | -- |
| 1                      |                   |      |       |       |    |    |
| –                      |                   |      |       |       |    |    |
| 2                      |                   |      |       |       |    |    |
| –                      |                   |      |       |       |    |    |
| Spiel um Platz 3 und 4 |                   |      |       |       |    |    |
| 3                      | Dick Jaspers      | 21   | 16    | 1,313 | 8  | 0  |
| 3                      | Torbjörn Blomdahl | 40   | 16    | 2,500 | 11 | 2  |
| Spiel um Platz 5 und 6 |                   |      |       |       |    |    |
| 4                      | Jérémy Bury       | 40   | 26    | 1,538 | 7  | 2  |
| 4                      | Martin Horn       | 36   | 26    | 1,385 | 7  | 0  |
| Spiel um Platz 7 und 8 |                   |      |       |       |    |    |
| 5                      | Michel Boulaz     | 26   | 36    | 0,722 | 5  | 0  |
| 5                      | René Hendriksen   | 40   | 36    | 1,111 | 9  | 2  |
| Abschlusstabelle       |                   |      |       |       |    |    |
| Platz                  | Name              | Pkt. | Aufn. | GD    | HS | MP |
| 3                      | Torbjörn Blomdahl | 192  | 95    | 2,021 | 11 | 8  |
| 4                      | Dick Jaspers      | 154  | 103   | 1,495 | 9  | 4  |
| 5                      | Jérémy Bury       | 155  | 114   | 1,359 | 9  | 6  |
| 6                      | Martin Horn       | 132  | 93    | 1,419 | 8  | 2  |
| 7                      | René Hendriksen   | 99   | 109   | 0,908 | 9  | 2  |
| 8                      | Michel Boulaz     | 86   | 112   | 0,767 | 5  | 0  |

## Abschlusstabelle und Preisgeldvergabe
| MP    | Match Punkte (Sieger = 2; Unentschieden = 1; Verlierer = 0) |
| SV    | Satzverhältnis (nur bei Turnieren im Satzsystem)            |
| Pkte. | Erzielte Karambolagen                                       |
| Aufn. | benötigte Aufnahmen                                         |
| GD    | Generaldurchschnitt                                         |
| MGD   | Mannschafts-Generaldurchschnitt                             |
| BED   | Bester Einzeldurchschnitt eines Spielers                    |
| BEMD  | Bester Einzeldurchschnitt einer Mannschaft                  |
| BSD   | Bester Satzdurchschnitt eines Spielers                      |
| HS    | Höchstserie                                                 |
| WRP   | Weltranglistenpunkte                                        |

| Platzierungen  | Platzierungen | Platzierungen     | Platzierungen | Platzierungen | Platzierungen | Platzierungen | Platzierungen | Platzierungen | Platzierungen | Preisgeldvergabe | Preisgeldvergabe | Preisgeldvergabe | Preisgeldvergabe | Preisgeldvergabe | Preisgeldvergabe | Preisgeldvergabe | Preisgeldvergabe | Preisgeldvergabe |
|                |               |                   | Matches       | Matches       | Performance   | Performance   | Performance   | Durchschnitt  | Durchschnitt  | Siegprämie       | Antrittsgeld     | Matches          | Matches          | Höchstserie      | Höchstserie      | Best Game        | Best Game        | Gesamt           |
| Phase          | Platz         | Name              | MP            | G-U-V         | Pkt.          | Aufn.         | HS            | GD            | ED            | Summe CHF        | Summe CHF        | G-U-V            | Summe CHF        | ≥ 10             | Summe CHF        | ≤ 20             | Summe CHF        | CHF              |
| -------------- | ------------- | ----------------- | ------------- | ------------- | ------------- | ------------- | ------------- | ------------- | ------------- | ---------------- | ---------------- | ---------------- | ---------------- | ---------------- | ---------------- | ---------------- | ---------------- | ---------------- |
| Finale         | 1             | Marco Zanetti     | 8             | 4-0-1         | 196           | 99            | 15            | 1,979         | 2,353         | 2.000            | 2.000            | 4-0-1            | 1.600            | 2                | 200, 400         | 1                | 500              | 6.700            |
| Finale         | 2             | Frédéric Caudron  | 6             | 3-0-2         | 182           | 107           | 12            | 1,700         | 2,857         | 1.500            | 2.000            | 3-0-2            | 1.200            | 1                | 200              | 1                | 500              | 5.400            |
| Halb- finale   | 3             | Torbjörn Blomdahl | 8             | 4-0-1         | 192           | 95            | 11            | 2,021         | 2,500         | 1.000            | 2.000            | 4-0-1            | 1.600            | 1                | 200              | 2                | 1.000            | 5.800            |
| Halb- finale   | 4             | Dick Jaspers      | 4             | 2-0-3         | 154           | 103           | 9             | 1,495         | 2,000         | 800              | 2.000            | 2-0-2            | 800              | –                | –                | 2                | 1.000            | 4.600            |
| Gruppen- phase | 5             | Jérémy Bury       | 6             | 3-0-1         | 155           | 114           | 9             | 1,359         | 1,538         | 600              | 2.000            | 3-0-1            | 1.200            | –                | –                |                  | –                | 3.800            |
| Gruppen- phase | 6             | Martin Horn       | 2             | 1-0-3         | 132           | 93            | 8             | 1,419         | 1,556         | 400              | 2.000            | 1-0-3            | 400              | –                | –                | –                | –                | 2.800            |
| Gruppen- phase | 7             | René Hendriksen   | 2             | 1-0-3         | 99            | 109           | 9             | 0,908         | 1,111         | 300              | –                | 1-0-3            | 400              | –                | –                | –                | –                | 700              |
| Gruppen- phase | 8             | Michel Boulaz     | 0             | 0-0-4         | 86            | 112           | 5             | 0,767         | 1,000         | 200              | –                | 0-0-3            | –                | –                | –                | –                | –                | 200              |

## Folgetermin
- 2014: 21. bis 23. November 2014 in Lausanne